# 菊間瓦

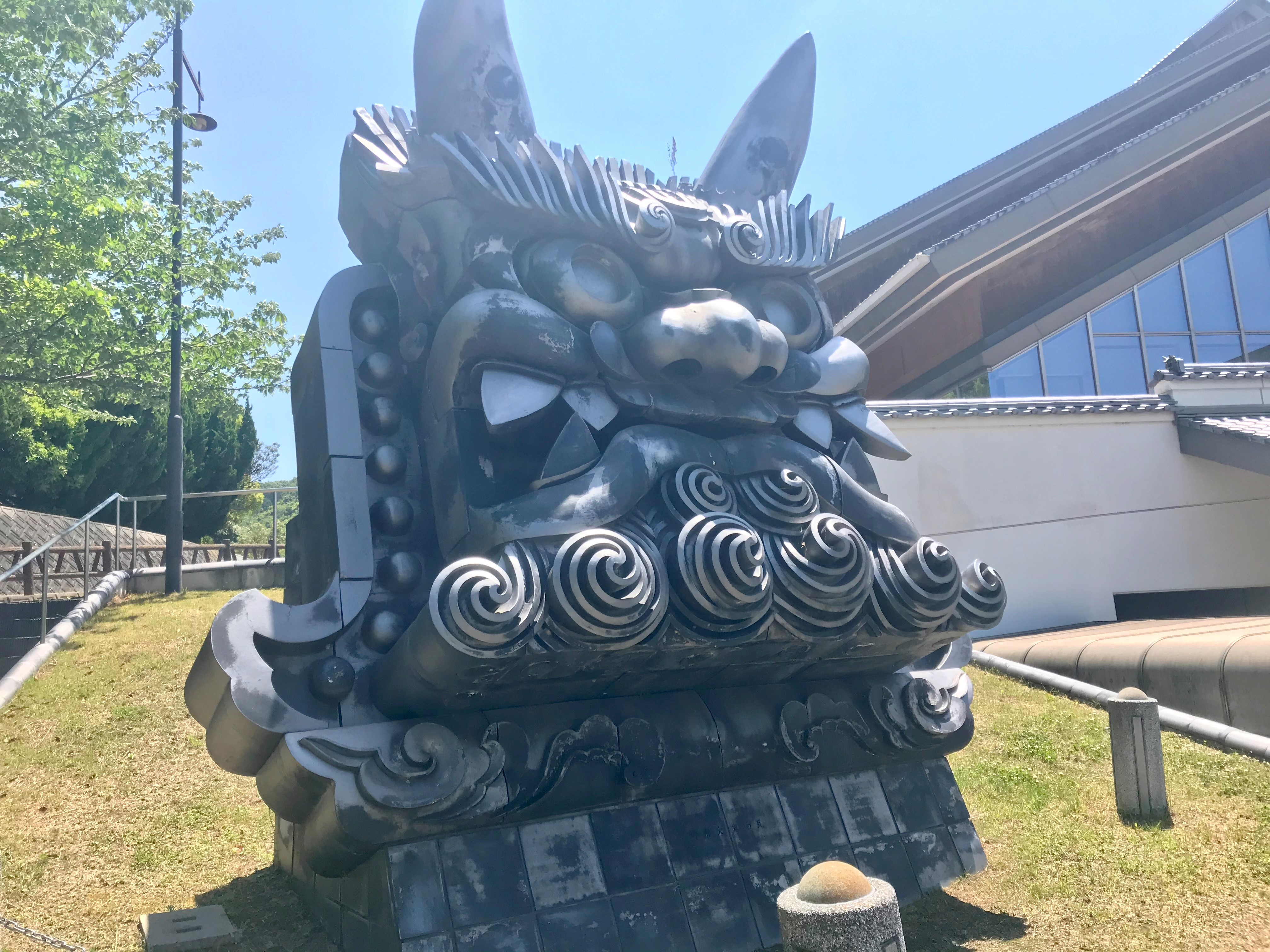
吽形大鬼面瓦(愛媛県武道館親子鬼)/菊間緑の広場公園運動場

菊間瓦（きくまがわら）は、愛媛県今治市の菊間地区で生産されている瓦である。また鬼瓦の生産も行われている。

## 材料・製法

### 原土採掘
香川県のさぬき土が60%、菊間町の五味土が40%配合される。

### 原土配合
混合されるそれぞれの原土は粒度鉱物組織含水率(粘り気)や成分などが違い、安定した原土を作るために機械でより粉砕し、適度な湿気を与え練り合わせる。

### 原土のねかし
混合した原土は、それぞれの土にまだ勢いが残っており、安定した原土を調整するために、土の勢いを殺す「ねかし」という状態が必要なため、約10日間そのまま原土を衣状のカバーで覆い放置しておく。

### 荒地の形成
調整された原土は、さらに真空土練機で空気を抜かれた後、瓦の形に成型される。このもとになる粘土を荒地（素地）と言うが、現在は町内瓦業者の大半がそれぞれの地域で組合により共同生産し各事業所に宅配される。

### プレス成形
宅配された荒地は４～10日程、工場で再度ねかした後、プレス（切断機）にかけて、それぞれの種類の瓦を成型する。特殊な瓦は、機械で成型できないため、瓦師の手作業によって成型される。このような手作業による優秀な秘技が菊間瓦の特色の一つであると言われている。

### みがき
成形した瓦は雲母をつけて仕上げをするが、機械により成形された瓦を再度表面加工することを「みがき」という。粘土は乾燥する中で、ゆがみやすくそれを防止したり、また表面の光沢を一層良くするための技術が磨きであり、この手作業による伝統的な技術も、菊間瓦の大きな特色である。

### 乾燥
磨かれた瓦は、5日程、陰干する。陰干しにするのは歪みを少なくするため。急激な乾燥は瓦の品質を低下させるため、窯の余熱を利用するなど、自然に近い転燥状態で瓦の水分を抜く。充分乾燥した瓦を「白地」と呼ぶ。この白地に上薬を湿布し焼成する。

### 焼成
近代的なガス窯焼成技法で燃料はブタンガスで一窯約1,000枚～1,500枚焼かれる。1,000℃～1,050℃の高温で焼き上げられ、約20時間密閉されていぶされる。いぶし銀色の光沢は、この時にできるのだが、伝統の秘技が生かされる瞬間でもある。

### 検査・出荷
焼き上った菊間瓦は丁寧に一枚一枚厳しい検査を受ける。堅固さ、寸法、曲げ、いぶし色、吸水検査など入念に検査し、合格した均一な製品が出荷される。優秀な菊間瓦には愛媛県より伝統的特産品の指定を受け、品質が保証される。

## 歴史
- 菊間瓦は数百年の歴史を持った当地が伊予と呼ばれた時代からの伝統工芸品であり、廃藩置県によって当地が愛媛と呼ばれるようになった明治時代に最盛期を迎えた。その後衰退するも菊間瓦が主要な展示品の博物館「かわら館」（今治市内に立地）が開設された[2]。この他にも瓦のふるさと公園（今治市内に立地）では菊間瓦を装飾に使用されていたり[3]、遍照院（今治市内に立地）では菊間瓦を使用した鬼瓦御輿が見られるなど、今日でも今治市では菊間瓦を使用した様々な物が見られる。このように今治市では菊間瓦が町おこしに活用されている。
- 最近になって桜井漆器とコラボレーションして第1弾はサイクリング関連を造った。第2弾はいぶし銀の菊間瓦の商品に桜井漆器による上塗りを施したものである[4]。
- 2007年に地域団体商標を取得。